# سیرو (آلمریا)
معرفی منطقه ای در اسپانیا
سیرو دهستانی در استان آلمریای اسپانیا است.
در این دهستان ۴۵۲ نفر زندگی می‌کنند. مساحت این دهستان ۲۸ کیلومتر مربع است.